# Lajos Tihanyi
Dans le nom hongrois Tihanyi Lajos, le nom de famille précède le prénom, mais cet article utilise l’ordre habituel en français Lajos Tihanyi, où le prénom précède le nom.
Pour les articles homonymes, voir Tihanyi.
Lajos Tihanyi (né le 19 octobre 1885 à Budapest et mort le 12 juin 1938 à Paris 14e) est un peintre hongrois membre du groupe des Huit.

## Galerie

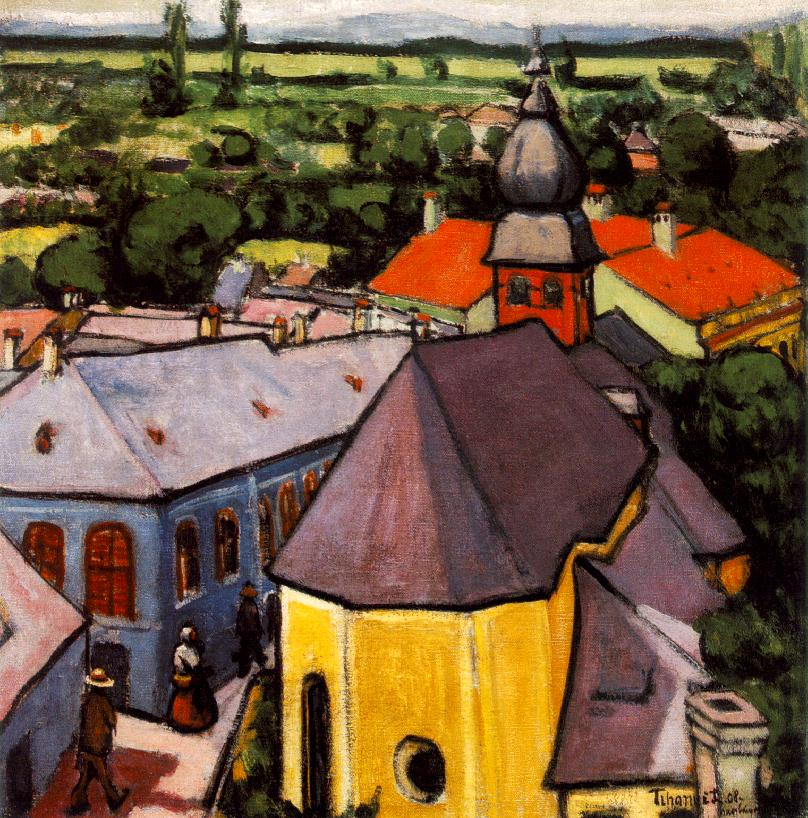
Vue d'une rue à Nagybánya (1908)
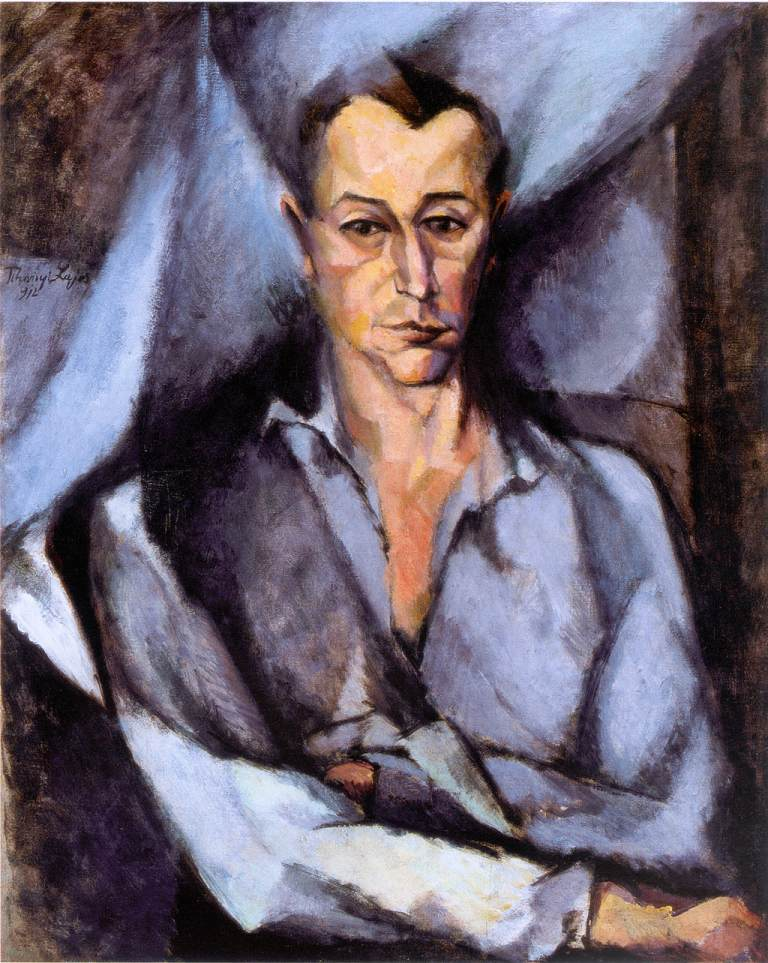
Portrait de György Bölöni (1912)
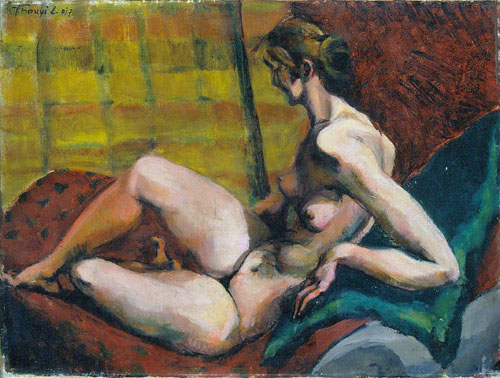
Nu (1917)
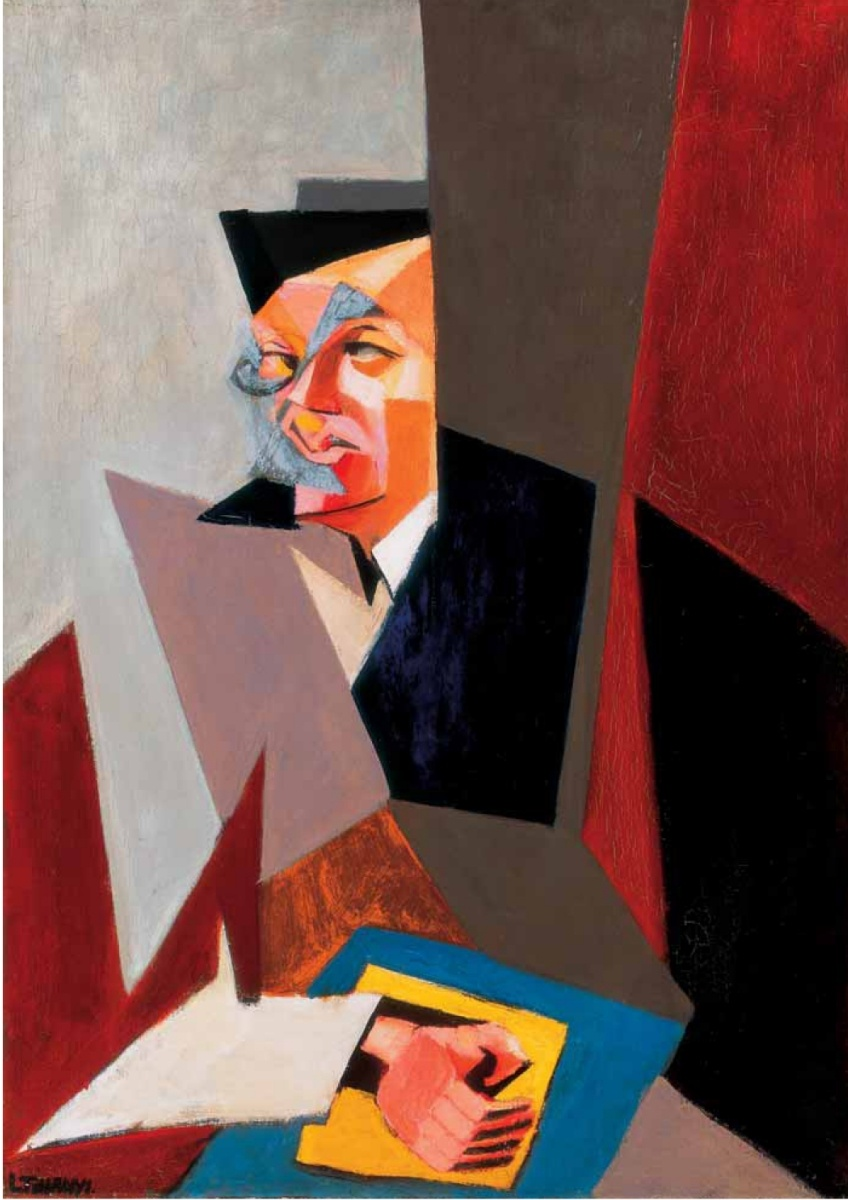
Portrait de Tristan Tzara (1927)